# Žarko Petan

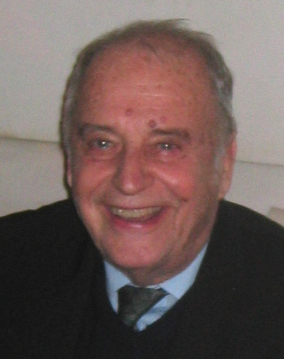

Žarko Petan (ur. 27 marca 1929 w Lublanie, zm. 2 maja 2014) – słoweński pisarz, eseista, scenarzysta oraz reżyser teatralny i filmowy.

## Życiorys
Žarko Petan urodził się w zamożnej rodzinie w Lublanie, w ówczesnym Królestwie Jugosławii. Dzieciństwo spędził w Zagrzebiu, gdzie jego ojciec był właścicielem hotelu. W 1940 jego rodzina przeniosła się do Mariboru. W 1941, po inwazji państw Osi na Jugosławię, uciekając przed prześladowaniami, przenieśli się do Triestu. Po zakończeniu II wojny światowej powrócili do Mariboru.
W 1949, w czasie służby w Jugosłowiańskiej Armii Ludowej, został oskarżony o wrogą propagandę i skazany na 9 lat więzienia. Uwolniony w 1951 rozpoczął studia ekonomiczne na Uniwersytecie Lublańskim. Po ich ukończeniu studiował reżyserię teatralną na Akademii Teatru, Radia, Filmu i Telewizji.
Pod koniec lat pięćdziesiątych pracował w Teatrze Dramatycznym w Lublanie. Był współzałożycielem alternatywnego teatru Stage 57. W latach 1992–1994 był głównym dyrektorem Radiotelevizija Slovenija.
Opublikował ponad 60 książek.